# 張增道
張增道(？—？）。陕西邠州（今彬縣）人，清朝政治人物，進士出身。

## 生平
張增道為清道光二十三年（1843年）優貢，道光二十七年（1847年）中式張之萬榜三十八名進士。分任戶部學習主事，後升戶部江蘇司主事。
工書法，尤善八分漢隸及楷書。